# اندرو ریپین
اندرو ریپین(۱۹۵۰–۲۰۱۶) (به انگلیسی: Andrew Rippin) استاد مطالعات اسلامی دانشگاه ویکتوریا و یکی از برجسته‌ترین خاورشناسان معاصر است. زمینه اصلی مطالعاتی و پژوهشی ایشان مطالعات قرآنی و تفسیری است. وی مقالات چندی در قرآن پژوهی داشته و با برخی دانشنامه‌های مشهور مانند EI و ER و EQ (دانشنامه اسلام، ادیان و قرآن) همکاری داشته‌است.

## زندگی‌نامه
ریپین از بر جسته‌ترین قرآن پژوهان معاصر، در ۱۶ مه ۱۹۵۰ در لندن متولد شد. پس از گذراندن تحصیلات ابتدایی و دبیرستان در ۱۹۶۸ م به دانشگاه تورنتو وارد شد و تا ۱۹۷۴ م. در این دانشگاه در رشته علوم دینی تحصیل کرد. پایان‌نامه وی در ژوئن ۱۹۷۴ با عنوان «رابطه من- تو مارتین بوبر و تأثیر آن بر کلام مسیحی» پذیرفته شد. در همان سال، برای ادامه تحصیل در مقطع کارشناسی ارشد، به دانشگاه مک گیل رفت. ریپین در این دانشگاه به اسلام‌شناسی رو آورد و توجه خود را به علوم قرآنی معطوف کرد. در ژانویه ۱۹۷۷، از پایان‌نامه خود با عنوان «حرم و اصطلاحات مترادف و هم‌معنی آن در قرآن؛ تحلیلی از کاربردها و معنی آن» دفاع کرد. وی در همان دانشگاه از سال ۱۹۷۷ تا ۱۹۸۱ م به تحصیلات خود در اسلام‌شناسی ادامه داد و در سپتامبر ۱۹۸۱، پایان‌نامه دکتری خود را با عنوان «متون اسباب نزول قرآنی؛ بررسی در کاربرد و تحول آن در تفسیر» به پایان رساند.
او در روز سه شنبه ۲۹ نوامبر ۲۰۱۶ در خانه‌اش در ویکتوریا فوت کرد.